# Pius II.
Pius II., rodným jménem Enea Silvio Bartolomeo (Aeneas Silvius Bartholomeus) Piccolomini, (18. října 1405 Corsignano (od 1462 Pienza) – 14. srpna 1464 Ancona) byl italský humanista, diplomat a historiograf, který usedl roku 1458 na papežský stolec. Svůj bohatý politický i osobní život popsal ve svém nejobsáhlejším díle, nazvaném Commentarii, což je dodnes zatím jediná autobiografie napsaná papežem v době pontifikátu. Je také znám svými erotickými spisy, které sepsal v dobách svého mládí. Jeho rod vlastnil později (v l. 1634–1783) rovněž náchodské panství ve východních Čechách.

## Původ, vzdělání, diplomatické služby a církevní kariéra
Enea Silvio Piccolomini pocházel z italské šlechtické rodiny. V Sieně studoval rétoriku (jeho učiteli byli Matteo Luppi a Gregorio da Spoleto) a občanské právo u Marina Sozziniho. Pod vlivem Antonia Beccadelliho složil v té době sbírku milostných epigramů Cinthia a milostnou poemu Nymphylexis (nedochovala se). V době svého mládí byl zastáncem nadřazenosti koncilu nad papežem a jako obhájce této ideje na sebe upozornil r. 1431 na basilejském koncilu. Zde se objevil již v roli biskupského sekretáře Dominika Capraniky. Právě Basilejský koncil se pro Piccolominiho stal počátkem jeho diplomatické kariéry. V l. 1432–1435 působil v diplomatických službách u Bartolomea Viscontiho, v jehož službách se zúčastnil přípravy ozbrojeného spiknutí proti papeži Evženu IV., kterýžto čin skrytě podporoval i koncil v čele s kardinálem-předsedou Giulianem Cesarinim. Byl také svědkem disputace mezi koncilem a husity vedenými Janem Rokycanou i příjezdu Zikmunda. Ten se právě vracel z Říma, kde byl 31. května 1433 slavnostně pomazán papežem Evženem IV. na císaře. V létě roku 1435 vyslal kardinál Mikuláš Albergati Piccolominiho ke dvoru skotského krále Jakuba I., aby vyjednal smír mezi králem a arcibiskupem Jindřichem Wardlawem. Zanedlouho po návratu z diplomatické mise se však zkomplikovala situace se samotným koncilem. Část kardinálů v čele s Evženem IV. se rozhodla opustit město a přesunout jednání do Ferrary (1438) a nakonec do Florencie. Do metropole Piccolominiho rodného kraje se dokonce dostavilo poselstvo vedené byzantským císařem Janem VIII. Palaiologem a konstantinopolským patriarchou Josefem, aby zde požádalo o pomoc v boji s osmanským nepřítelem. Ve florentské katedrále Santa Maria del Fiore se tak setkal římský papež (Evžen IV.) a konstantinopolský patriarcha (Josef II.). Výsledkem bylo vyhlášení tzv. florentské církevní unie, de facto podřízení ortodoxní církve papeži, a slib pomoci Byzanci proti Osmanům (bula Laetentur Caeli z roku 1439). Piccolomini dlel však tou dobou (1439) stále v Basileji, a to i s dalšími kardinály, nesouhlasícími s přesunutím koncilu do Itálie. Reakce koncilu na sebe nenechala dlouho čekat. A tak se Enea Silvio zúčastnil jednání koncilu, při kterém je vyhlášeno dogma o nadřazenosti koncilu nad papežem, později byl i svědkem sesazení papeže Evžena IV. a v prosinci téhož roku se zúčastnil konkláve, které zvolilo protipapeže Felixe V. V jeho službách pak působil jako sekretář až do roku 1442. Poté se krátko stal legátem kardinála Giuliana Cesariniho. Navštívil několik německých měst a ve Frankfurtu se seznámil s novým říšským králem Fridrichem III. Ten ho roku 1442 korunuje císařským dvorním básníkem a jeho ochráncem se stal císařský kancléř Kašpar Šlik. Ve Friedrichových službách pak jako vyslanec procestuje celou Itálii, což se neobešlo bez následků. V jednom za svých dopisů do Sieny žádá svého otce, zda by nemohl adoptovat jeho nemanželského syna.
V roce 1443 tedy znovu mění působiště a stěhuje se tentokrát do vídeňského Nového města. Zde se stává členem královské kanceláře, jejímž představeným je Čech Kašpar Šlik, a řadu dalších Čechů pak Enea Silvio poznává v kanceláři nebo na královském dvoře. Nedlouho poté (snad s přispěním svých mocných ochránců) je roku 1446 vysvěcen na kněze a o rok později se stává biskupem v Terstu. Již příští rok se ocitá v Římě, kde se jako „strážce konkláve kardinálské“ účastní volby papeže Mikuláše V. Při příležitosti Svatého roku (1450) je v Římě jmenován biskupem sienským a také se zde setkává (a spřátelí) s českým šlechticem a diplomatem Prokopem z Rabštejna, jež Svaté město při příležitosti Jubilea navštívil. Spolu s ním a se dvěma rakouskými šlechtici byl roku 1451 vyslán do Čech na benešovský sněm. Jeho úkolem bylo upokojit české stavy, které žádaly důrazně vydání mladého krále Ladislava. Na sněmu (který byl původně svolán do Prahy, ale kvůli moru byl přesunut do Benešova) se Aeneas Silvius seznámil s předními muži v Čechách, s Jiřím z Poděbrad, Jindřichem z Rožmberka, Zbyňkem Zajícem z Hazmburka, Zdeňkem Kostkou z Postupic a dalšími. Nedlouho po sněmu v Benešově se však radikálně změnila situace ve východním Středomoří, neboť křesťanský svět ztratil (spíše symbolicky, než efektivně) „poslední výspu křesťanství“, po dvanáct staletí hlavní město (východo)římské říše, Konstantinopol, která padla do rukou Osmanů. Papež Mikuláš V. i Fridrich III. (od 19. března 1452, kdy byl v Římě pomazán papežem Mikulášem V., již vystupoval jako římský císař) se snaží o co nejrychlejší zorganizování křížové výpravy, a tak jsou r. 1454, pouhý rok po pádu Cařihradu, svolány v rychlém sledu tři říšské sněmy. V květnu do Řezna, v říjnu stejného roku do Frankfurtu a v únoru 1455 do Vídeňského Nového města. Všech tří zasedání se zúčastnil i Piccolomini, teď již jako biskup sienský, a své vzpomínky a komentáře shrnul do díla nazvaného Dějiny řezenského sněmu, vydané ještě r. 1454. Díky tomu (a díky přízni císaře) pak jako duchovní rychle stoupal v církevní hierarchii – v roce 1456 byl jmenován kardinálem, v r. 1457 biskupem varmijským a o rok později ho v této funkci zastihla zpráva o smrti papeže Kalixta III.

### Konkláve roku 1458 a zvolení papežem
Dne 6. srpna 1458 zemřel papež Kalixt III. z rodu Borgiů, což velmi rychle vyústilo v protikatalánské bouře, při nichž většina členů tohoto španělského rodu kvapně opustila Věčné město. Další z evropských mocností, Francie Karla VII., vyšla sice vítězně ze Stoleté války, ale zatím neměla tolik energie, aby mohla ovlivnit papežskou volbu. Přesto se i jeden z francouzských kardinálů počítal mezi „papabili“, tedy ty kardinály, kteří mají největší šanci být zvoleni papežem – Guillaume d'Estouteville. Nebyl však jediným. Velkou šanci mel i další, italští kandidáti: apoštolský penitenciář Domenico Capranica (oficiální kandidát milánské strany, kterého podporovala i Neapol s Janovem), vicentinský biskup Pietro Barbo (budoucí papež Pavel II.), sienský biskup Piccolomini a další. Výjimečná (ač ne jedinečná – stejná situace byla již v předchozí konkláve) byla přítomnost dvou řeckých kardinálů, nedávno přijatých do katolické církve – byl to ruský metropolita Izidor Kyjevský a metropolita nikájský Basilius Bessarion (i ten mimochodem papabile). Největší šanci na zvolení měl kardinál Capranica, ale ten znenadání 14. srpna 1458 zemřel. Milánský vyslanec Ottone de Carretto okamžitě přesvědčil Latina Orsiniho, jednoho z nejvlivnějších kardinálů, aby byl tedy podpořen Piccolomini. Konkláve začala 10 dní po smrti Kalista III. (a po rychlém pohřbu) a 2 dny po smrti kardinála Capranica, tedy 16. srpna. Jelikož byla na konkláve napjatá situace, trvalo 2 dny, než se konala samotná volba. Mezitím byla sepsána volební kapitulace, kterou všech 18 přítomných kardinálů stvrdilo. Teprve třetí den, 18. srpna, proběhla první volba. V té nebyl zvolen nikdo (biskup sienský Piccolomini a biskup bolognský Filippo Calandrini doslali shodně 5 hlasů). Následující den, 19. srpna 1458, čtvrtého dne konkláve, v celkově druhé volbě, získal d'Estouteville 6 hlasů (de Coëtivy, Colonna, Bessarion, Fieschi, Torquemada a Castiglione) a Piccolomini 9 hlasů (Barbo, Orsini, Calandrini, Izidor Kyjevský, de Mella, de La Cerda, Coimbra, del Mila y Borja a d'Estouteville). Poslední 3 hlasy (Rodrigo Borja, Giacomo Tebaldi a Piccolomini) byly pro jiné kandidáty. Po vyhlášení akcesu (dodatečná změna volby pro jiného kandidáta) se 3 kardinálové (Borja, Tebaldi a Colonna) přidalo na stranu Piccolominiho a ten tak byl zvolen papežem (dostal 12 hlasů z 18, tj. 2/3). Symbolicky, s připomínkou na antickou i křesťanskou tradici, si zvolil jméno Pius. I tato volba papežského jména ukazuje na vysokou kulturní vzdělanost humanistického diplomata i snahu o sebepresentaci. Věděl, že jeho rodná jména vychází z antické tradice, neboť Enea je italizovaná forma latinského jména Aeneás, hrdiny Vergiliova eposu Aeneis a prapředka Římanů, a Silvius (Silvio) je jméno Aeneova prvorozeného syna. Navíc podle rodové tradice pocházel z Říma legendárních etruských králů i prapředek rodu Piccolomini, jistý Bacco di Piccolomo. A jelikož Aeneás byl pro svou vlastnost pokorně přijímat svůj osud nazýván přídomkem „Pius“ („zbožný“), byla Piccolominiho volba jména jak odkaz na prapředka Římanů, tak na termín plně přijímaný i katolickou církví (papež Pius I. nebo franský král Ludvík I. Pobožný, latinsky řečený Ludovicus Pius). Do historie vstoupil jako Pius II.

## Papežství

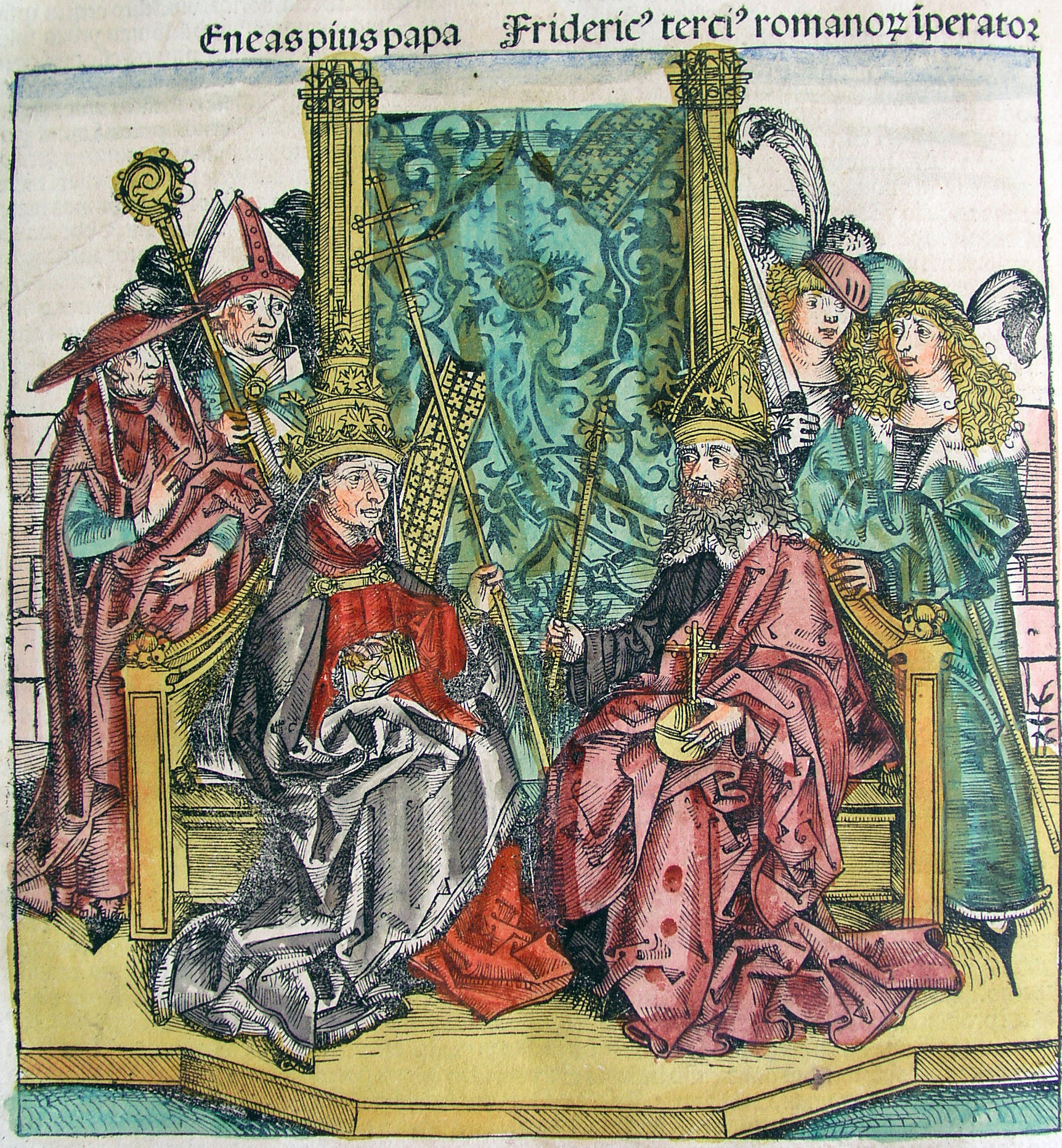
Papež Pius II. a císař Fridrich III. v Norimberské kronice

Můžeme-li obecně charakterizovat pontifikát Pia II., soustředil se papež především na dva mezinárodní problémy – otázku jednoty církve, přesněji řečeno navrácení Českého království pod papežskou autoritu, a otázku ohrožení křesťanské (tj. především katolické) Evropy Turky, tj. svolání koncilu a vyhlášení křížové výpravy. Jeho představy o papežské autoritě nejlépe dokládá bezejmenný traktát z 15. století. V tomto trialogu, jež vedou Eneáš Silvius, Bernardin Sienský a Pietro da Noceto, se objevuje osoba papeže-krále: „Vláda dobrého duchovního je lepší a svatější než vláda dobrého laika,“ protože ten první v sobě soustřeďuje duchovní instructio a královské praeceptio, a zaručuje tak největší možnost koncentrace moci, jež nemůže být sama se sebou v rozporu. Naopak, taková svrchovanost se vyhne všem konfliktům obvykle pramenící z rozdrobení moci, a přestože svěřuje laikům určité úkoly, jež se životu duchovnímu příčí, jako například vojenské záležitosti, celkově směřuje ke klerikalizaci správního aparátu.

### Koncil v Mantově
Jedním z prvních kroků, které Piccolomini v papežském úřadě vykonal, bylo svolání koncilu do Mantovy (bula Vocavit nos pius z 13. října 1458). Zde se snažil se přimět evropské státy k organizování výpravy proti osmanským Turkům. Koncil v Mantově však neměl očekávaný efekt, neboť politická situace v Evropě byla značně nestabilní a na výsledku (de facto krachu) jednání se podepsaly lokální konflikty: Milánské vévodství Františka Sforzy se raději soustředilo na ovládnutí Janova, Florencie se odmítala zaplést do konfliktu, který byl primárně benátsko–osmanský, Francie se více než zorganizovat kruciátu snažila získat Burgundské vévodství Filipa III. Dobrého, Anglie se zmítala ve válce známé jako Války růží, říšská města se svou neúčastí přihlásila k protipapežské politice a císař Fridrich III. měl problémy jak v dědičných rakouských zemích (Zikmund Habsburský), tak se svými sousedy (Matyáš Korvín, Jiří z Poděbrad). Ani polský král nebyl ochoten udělat víc než jen dát ústní příslib. Výsledkem celého koncilu tak bylo pouhé přislíbení budoucí křížové výpravy, včleněné do závěrečného aktu, vydaného dne 14. února 1460. Součástí závěrečných aktů bylo o vydání buly Execrabilis z 18. ledna 1460, ve které papež odsuzuje kohokoliv, kdo by chtěl neuposlechnout jeho nařízení a odvolával by se proti němu na budoucí koncil. Takový bude podle nařízení, vyplývající z této listiny, potrestán jako kacíř. Tato bula znamená počátek nového papežského absolutismu.

### Valašsko spojencem papeže
Plánovaná křížová výprava sice neměla žádný vliv na sjednocení západoevropských armád, byla však inspirací pro valašského knížete Vlada III. Ten se rozhodl na papežovo naléhání vyhlásit válku Mehmedovi II., ale přes počáteční úspěchy (tzv. „noční vpád“ u Trhoviště v noci ze 17. na 18. července 1462) se nepodařilo změnit poměr sil na Balkáně, Vlad III. nakonec ztratil i vládu nad Valašskem (srpen 1462) a Valašsko zanedlouho uzavřelo s Osmanskou říší mír (Radu III. Pěkný).

### Vnitropolitické problémy papežského státu

#### Pius II. a Řím
Přestože se papežství XV. století snažilo (vlastně již od návratu papežů z Avignonu na konci XIV. století) o vytvoření papežské signorie, míjely se tyto snahy až do pontifikátu Sixta V. koncem XVI. století účinkem. Jako reakce na tyto absolutistické snahy papežství byl Řím svědkem častých vzpour a vyhlašování „republiky“, tedy vládě nezávislé na moci papežů či kurie. Takováto revolta vypukla i za pontifikátu Pia II. v roce 1459, tedy v době, kdy papež dlel na koncilu v Mantově. Vzpoura, v jejíž čele byli tribuni Tiburzio a Valeriano di Maso, byla sice hned dalšího roku potlačena (symbolicky zakončená triumfálním příjezdem Pia II. do Říma při návratu z Mantovy), ale zanechala v papežově paměti takovou stopu, že se napříště zdržoval raději kdekoliv jinde, jen ne v Římě.

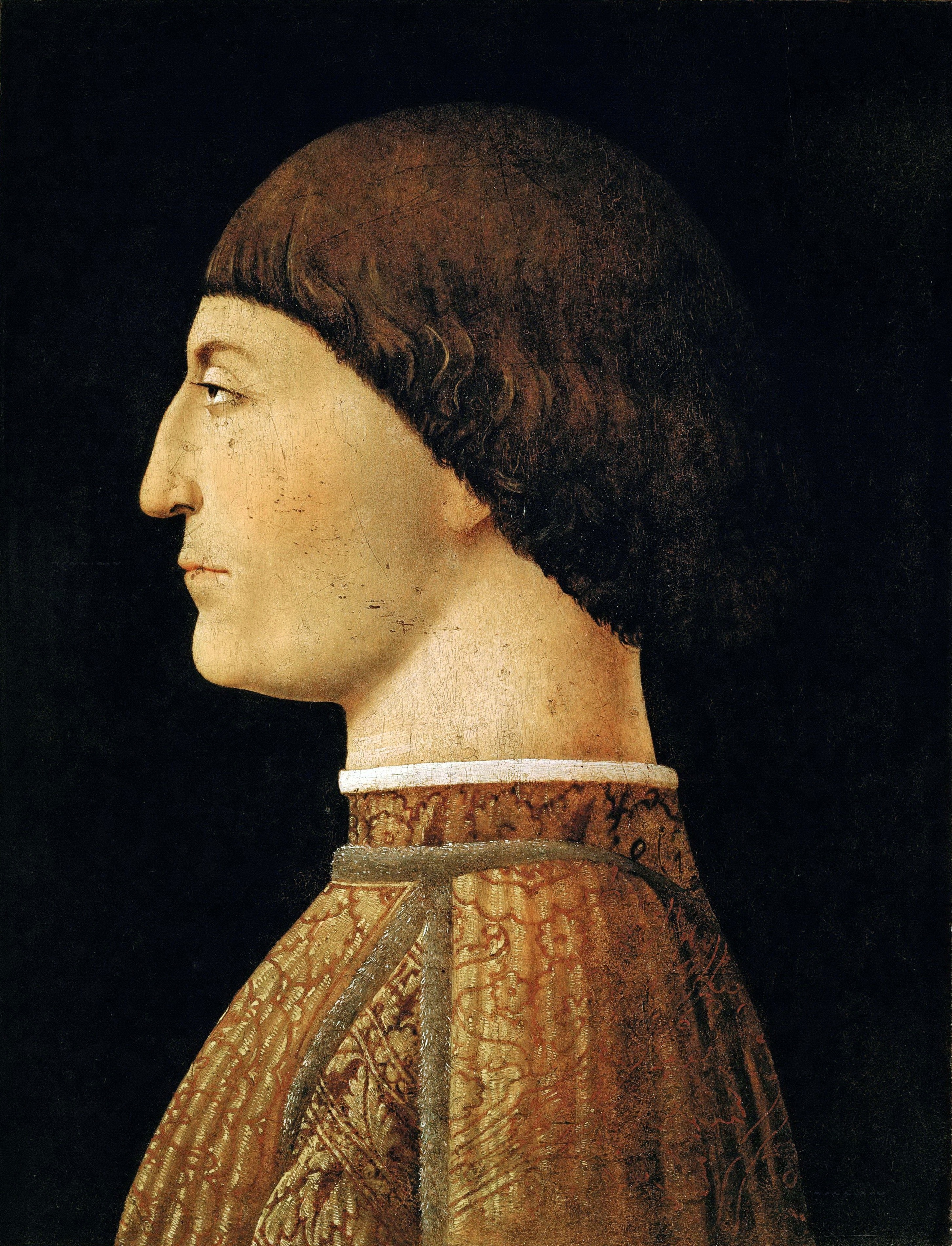
Piero della Francesca, Portrét Sigismonda Malatesty

#### Svatořečení Kateřiny Sienské
Roku 1460 svatořečil toskánskou řeholnici a mystičku Kateřinu Sienskou. Tento akt, jakkoliv sám o sobě pro katolickou víru významný, s sebou nesl i sdělení, které světu předával Pius II. jak jako papež, tak i jako Piccolomini. Kateřina Sienská je známa tím, že přesvědčila papeže Řehoře XI. k návratu do Říma, tradičního centra katolické víry, a tím nepřímo ukázala, že papež = Řím = hlava církve (tedy, že papež, sídlící v Římě, je jedinou hlavou církve, nikoliv koncil). Zároveň se zde Pius II. ukazuje jako patriot, kterému na srdci leží sláva jeho rodného města Siena.

#### Válka s vévodou Sigismondem Malatestou
V létě roku 1460 obsadil Sigismondo Malatesta města Montemarciano a Mondavio, své bývalé území, které však v té době patřilo Svatému stolci. Reakce Pia II. byla okamžitá: přísahal, že bude bojovat s Malatestou „až do jeho úplného zničení“, prohlásil ho za nepřítele církve, vévodu exkomunikoval a vyhlásil proti němu křížovou výpravu. Tato „osobní křížová výprava“, vedená spíše v duchu římských „imperátorů“ (tj. vojevůdců), neměla jen reálný dopad (konečné vítězství a veřejné pokoření Sigismonda Malatesty na konci roku 1463), ale i velký propagandistický efekt při návratu do Říma.

#### Případ diplomatické mise Ludovica da Bologna
V roce 1460 se v Římě objevil Ludovico da Bologna, člen františkánské misie do Orientu, se zprávou, že se vrací z cest po Etiopii a „Indii“ (to jest Střední Asie). S úkolem evangelizace a navázání diplomatických styků s „východními zeměmi“ ho do těchto zemí vyslali již několikrát předchůdci Pia II. (konkrétně Mikuláš V., Kalixt III.) i sám Pius II. v roce 1458. Spolu s císařem Fridrichem III. věřil totiž papež ve vytvoření široké protiturecké aliance, která by zahrnovala Trapezuntské císařství (David Komnenos), království Imeritské (Jiří VIII.) a další státy. Výsledek této mise byl v papežových očích nad očekávání úspěšný. S velkou pompou a se státními pocty byl v Římě přijat jak otec Ludovico, tak i vyslanci Orientu. V Římě byli papeži představeni vyslanci císaře Trapezuntského, krále Imertského, knížete Kilíkijského i krále etiopského. Sám papež udělil Ludovicovi jako projev vděčnosti úřad patriarchy Atiochijského. Trvalo však nějaký čas, než se přišlo na to, že celá diplomatická mise byl jedna velká blamáž a že ani jeden z hostů není skutečným vyslancem zmíněných států. Než se tak stalo, dokázal Ludovico opustit Řím, objevit se v Benátkách, nechat se zde pomazat na patriarchu v Gradu a narychlo opustit i toto město. V roce 1465 se aktivně účastnil příprav mírových dohod mezi Dánskem (Kristián I. Dánský) a Švédskem (Karel VIII. Knutsson), v r. 1471 se opět zjevil v Římě, kde se papeži Pavlovi II. představil jako vyslanec akkojunluského sultána Uzuna Hasana. Nakonec opět odešel na Východ a po cestě zpět do Itálie (byl také načas vězněn v Rusku Ivana III.) se ocitnul na dvoře císaře Fridricha III. a později na burgundském dvoře. Poslední stopa mizí v r. 1479, kdy dlel v Bruselu, sídle Maxmiliána Habsburského.

### Zahraniční politika Pia II.

#### Konflikt s arcibiskupem mohučským a válka bádensko-falcká

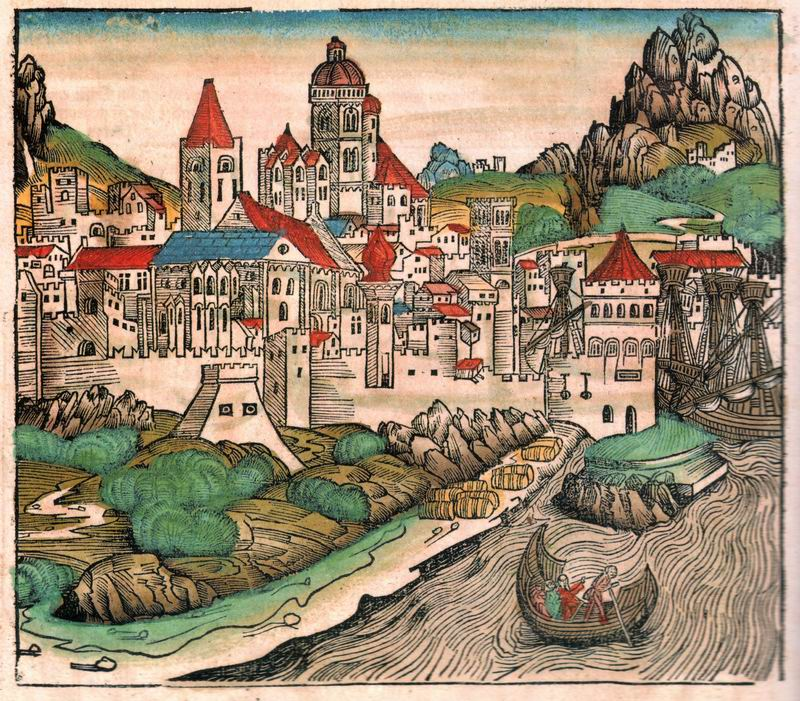
Mohuč v Norimberské kronice

V roce 1459 byl zvolen mohučským arcidbiskupem hrabě Diether z Isenburku. Papež Pius II. však odmítl potvrdit arcibiskupa v jeho úřadu, dokud nezaplatí obvyklý poplatek, spojený s přijetím církevního úřadu. A jelikož Diether odmítl poplatek zaplatit (kurfiřtský císaři a arcibiskupský papeži), rozhodl se Pius II. arcibiskupa potrestat. Jeho volbu na jaře roku 1461 nepotvrdil, později (21. srpna) Diethera oficiálně zbavil úřadu a na arcibiskupský stolec jmenoval 1. října protikandidáta Adolfa z Nassau. Jelikož se město Mohuč postavilo za svého arcibiskupa Diethera, rozhořel se lokální konflikt, který se po několika týdnech proměnil v tzv. válku bádensko-falckou. V Mohuči nastalo dvojvládí (1461–1463), samotné město bylo na přelomu října a listopadu 1462 napadano Adolfem z Nassau a následně vypleněno. Do konfliktu se zapojily i další říšské státy – arcibiskup-kurfiřt trevírský (Jan II. Bádenský) a markrabě bádenský Karel na straně Diethera, Fridrich I. Falcký na straně Adolfa z Nassau. Válka i celý spor skončil vlastně až v říjnu 1463, kdy se Diether zřekl úřadu a za svého nástupce určil Adolfa z Nassau. Po Adolfově smrti (1475) se mohučským arcibiskupem stal opět Dietrich a tato volba byla již bez jakýchkoliv problémů potvrzena papežem Sixtem IV. Arcibiskupem Dietrich zůstal až do své smrti r. 1482.

#### Vztah papeže k Byzantskému císařství

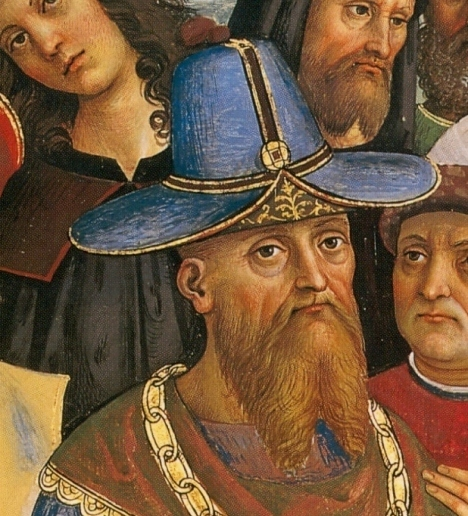
Tomáš Palailogovec – detail fresky v Piccolominiho knihovně z konce XV. století

Přestože Byzantská říše zanikla již roku 1453, neznamenal tento moment i zánik vztahů mezi Západem a Byzantskými císaři. Za následovníky byly považovány dvě (na Byzanci dříve nezávislé) „byzantské“ říše: Trapezuntské císařství a Morejský despotát. Přestože symbolicky (titul císaře), dynasticky (Komnenovci) i kulturně (pocházel odtud i např. Basilius Bessarion) bylo významnější Trapezuntské císařství, pro západní, katolické státy byl důležitější (i z geografického hlediska – nacházel se na Peloponésu) Morejský despotát. Poslední Morejský despota, Tomáš Palailogovec, syn císaře Manuela II. Palaiologa, uprchl po dobytí Morey do Itálie a dostal se až do Říma. Tam se setkal s papežem Piem II., který mu roku 1460 udělil titul „legitimní pretendent Byzantského trůnu“. „Titulární císař byzantský“ byl titul, jež v Římě užíval nejen Tomáš Palailogovec (1460–1465), ale i jeho syn Ondřej (1465–1502)

#### Vztah papeže kBosenskému království

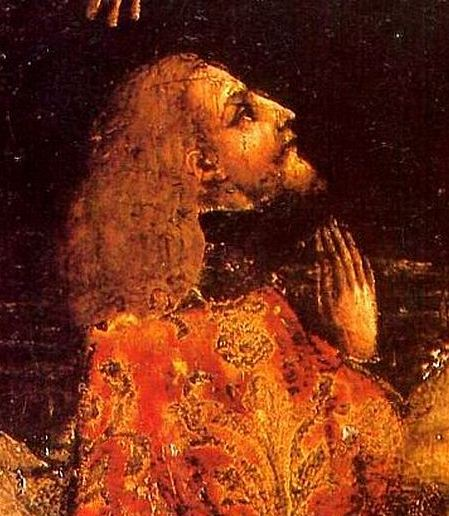
Štěpán Tomašević

Bosna, jako jedna z nejvýznamnějších křesťanských zemí na Balkáně, která si ještě udržela nezávislost na Osmanské říši, se velmi brzy stala strategickým partnerem pro papežský stolec. Již v roce 1446 se rozhodl bosenský král Štěpán Tomáš († 1461) z rodu Kotromaničů přestoupit na katolictví a ač se nakonec nepřidal ke křížové výpravě v roce 1444, katolickou víru si ponechal i jeho syn Štěpán Tomašević († 1463). Ten nastoupil na trůn roku1461 a již v prvních dnech poslal papeži Piovi II. dopis, kde Svatý stolec žádá o korunu, kterou by mohl být korunován na katolického krále, o katolické biskupy, kteří by tento akt provedli, a o papežské (křižácké) vojsko, které by pomohlo udržel nový katolický stát nezávislý. Štěpán doufal, že s papežovým naléháním by uherský král souhlasil s poskytnutím vojenské pomoci. Dne 17. listopadu, na svátek sv. Řehoře z Neocézarei, který byl prohlášen za „ochránce Bosny“, papežský legát a nově jmenovaný biskup dalmatský Nikola Modruški korunoval v kostele Panny Marie v Jajci Štěpána bosenským králem. Jednalo se o poslední korunovaci provedenou v Bosně a také o jedinou korunovační korunu, již dal vyhotovit papež v Římě.

#### Angažování se v polsko-teutonském konfliktu
V polovině 15. století panovaly hluboké rozpory uvnitř pruského řádového státu mezi řádem německých rytířů, šlechtou a městy, která toužila po vzoru hanzovních měst po větší samostatnosti. V roce 1454 došlo k povstání tzv. pruské jednoty, v níž se roku 1440 spojila západopruská města a šlechta, proti řádu a jeho velmistrovi. Obě strany se snažily získat pomoc polského krále Kazimíra IV. Jagellonského, který se přiklonil na stranu pruské jednoty a přijal vládu nad západním Pruskem. Poté vypukla třináctiletá válka (1454–1466). Papež se zprvu snažil o urovnání konfliktu, ale jelikož byla jednání neúspěšná, nakonec se rozhodl pro radikální krok – uvalil klatbu na obě strany konfliktu (Polsko i Řád).

#### Vztah papeže k Českému království

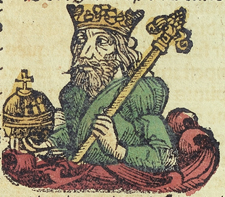
Jiří z Poděbrad v Norimberské kronice

Ve stejné době se papež Pius II. soustředil i na vyřešení problému v Českém království. Se situací byl již dobře obeznámen ze své dřívější diplomatické služby (pobyt na dvoře císaře Fridricha III., basilejský koncil, sněm v Benešově), a tak se velmi rychle dovedl zorientovat a využít příležitosti ve svůj diplomatický prospěch a odmítl opětovně podanou žádost Jiřího z Poděbrad potvrdit basilejská kompaktáta, jež jim dovolovala přijímat pod obojí způsobou. Pius II. již dříve požadoval, aby český král Jiří z Poděbrad přestoupil ke katolické víře, zrušil kališnictví a obnovil tak jednotu církve v Čechách (znamenalo by to konec tzv. „Království dvojího lidu“ – tento termín pravděpodobně poprvé použil v domě kardinála Bessariona v Římě 16. března roku 1462 český kancléř Prokop z Rabštejna). V tomto duchu si papež vykládal slib, který král tajně učinil papežským legátům 6. května 1458, v předvečer své korunovace. Slíbil totiž pronásledovat kacíře, což ovšem splnil pouze v případě příslušníků nově vznikající jednoty bratrské. Když se papež splnění svého požadavku nedočkal, zasáhl proti utrakvistům sám. Za přítomnosti kurie, českých poslů (vedl je Václav Koranda mladší) a mnoha dalších přítomných vyslovil 31. března 1462 konečný verdikt o zrušení basilejských kompaktát. Papež odmítnutí odůvodnil tím, že římská kurie nikdy neuznala basilejská kompaktáta pro jinou než nejstarší generaci kališníků. Zároveň Pius II. odmítl slib poslušnosti českého krále, který mu čeští poslové tlumočili, dokud Jiří z Poděbrad svůj závazek vůči papeži nesplní. Svoje vlastní rozhodnutí postavil, jak uvádí český bratr Daniel Adam z Veleslavína, nad usnesení velikého koncilu basilejského a ukázav na sebe prstem prohlásil, že on papež je jediná brána, kterou lze dojíti spasení, a učení Jakoubka ze Stříbra o přijímání z kalicha označil za bludné. Pius II. dal tak kališnickým Čechům jasně na srozuměnou, že na smír s papežskou kurií už nelze dále pomýšlet. Jiřího z Poděbrad to však nezaskočilo. S pomocí svých rádců Antonia Mariniho, Martina Maira a Řehoře z Heimburku se na střetnutí již delší dobu diplomaticky připravoval. Aby odvrátil pozornost od svého sporu s římskou kurií a předešel izolaci utrakvistických Čech v katolické Evropě, snažil se zajistit si spojence mezi evropskými panovníky. Z Čech tak zanedlouho vyrazilo poselstvo vedené Lvem z Rožmitálu, jež mělo vládcům zemí západní Evropy nabídnout vytvoření mírové unie, proklamovaným cílem bylo zabezpečení před případným útokem Turků a uskutečnění křížové výpravy proti nim s opětovným osvobozením Jeruzaléma z rukou nevěřících. Takový plán ovšem nutně ztroskotal právě na neúčasti papežské strany.

#### Vztah papeže k Osmanské říši

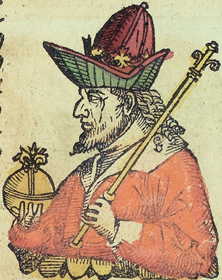
Mehmed II. v Norimberské kronice

Paradoxně právě v době, kdy se v Čechách připravovala diplomatická výprava k evropským dvorům, jež měla za cíl vytvoření obranné unie, sepisoval papež Pius II. slavný text, nazvaný Aeneae Sylvii Piii Pontificis Epistola illustri Mahometi Principi Turcorum, stručněji Epistola ad Mahometum, tj. Dopis sultánu Mehmedovi II. (dokončený snad r. 1462). Více než tureckému sultánu je určen evropským vzdělancům, církevním i světským představitelům moci, ke kterým je dopis také (neoficiálně) rozeslán a kam je šířen. Podstatná není jeho symbolická rovina (upřednostňovaná ve středověku, tedy samotný vztah katolický papež – muslimský sultán), ale jeho praktická část, vycházející formálně z antické rétoriky. Papež zde nezpochybňuje moc tureckého sultána ani právo na získané území, snaží se ho však přesvědčit ke křesťanské konverzi. Navíc neargumentuje dogmaticky, s poukazem na spásu samotného sultána, ale prakticky, s poukazem na množství křesťanů na právě dobytém balkánském území a na možnost začlenit se do evropských diplomatických struktur (stal by se rovnocenným partnerem evropských katolických panovníků). Zároveň byl dopis i jakýmsi praktickým důkazem papežského primátu v Evropě, a to opět nikoliv dogmaticky, ale politicky, neboť papež přebíral iniciativu, kterou katoličtí panovníci (a nejen ti katoličtí, ale i ortodoxní Moskevský stát) buď opustili (Francie), nebo nevyužili (Katalánsko, císařství). Přesto, že dopis byl v Evropě znám, papež Pius odmítl Epistolu publikovat (byla vydána až r. 1475).

### Závěr pontifikátu i života

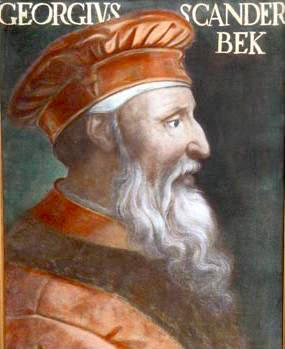
Gjergj Kastriot, řečený Skanderbeg (1405–1468 Lezhë)

Zároveň s dopisem se však stále upínal k nové křížové výpravě. Bulou Ezechielis prophetae nechal do Říma svolat všechny křesťanské panovníky, aby mohli společně „vytáhnout proti nepřátelům Krista“. Ani tato akce neměla příliš velký ohlas, neboť se do Říma dostavili pouze vládci Milána, Neapole a Ludvík III. Gonzaga zvaný Turek, vládce Mantovy. Svou účast na křížové výpravě přislíbil (ač se shromáždění nezúčastnil) i legendární albánský vojevůdce a státník Skanderbeg (O jeho dobrých vztazích se Svatým stolcem vypovídá i titul "Athleta Christi", tj. „Obránce víry“, který dostal od papeže Mikuláše V. a jež mu potvrzovali i následní papeži – Kalixt III., Pius II. a Pavel II.) Před těmito vládci papež vyhlásil svatou válku, sám se označil za „nového Godefroya“ a sám se vypravil do Ancony, kde na něj mělo čekat benátské loďstvo. Do italského přístavu při jižních březích Jadranu se po dlouhém putování (se zastávkou ve Spoletu, Assisi a Loretě) dostavil 18. června 1464. Benátské loďstvo ani přislíbená vojenská pomoc „Domina Albaniae“ (Pána Albánie – tj. Skanderbega) však nepřijeli, a tak zde, při marném čekání na ostatní evropská vojska svolaná pod prapor kříže, dne 14. srpna 1464 papež zemřel. Jeho tělo bylo přeneseno do Říma a pohřbeno v bazilice sv. Petra. Od roku 1623 spočívá jeho tělo v kostele Sant'Andrea della Valle v Římě.

## Humanista a literát

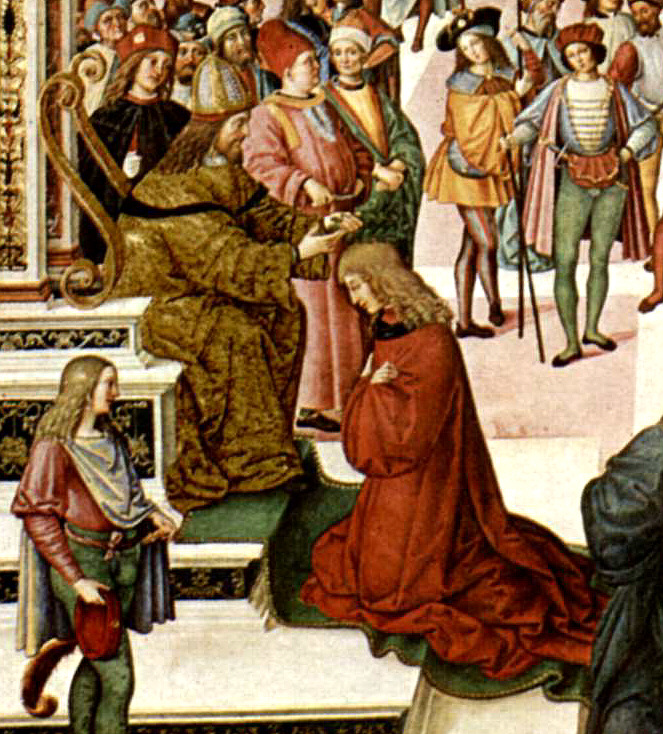
Fridrich III. Habsburský korunuje Enea Piccolominiho na básníka

Eneo Silvio Piccolomini byl autorem mnoha spisů náboženského i filosofického charakteru, ale také prací dějepisných a geografických.
Jeho literární začátky jsou však spojovány, v duchu tehdejší módy, s milostnou tematikou. Po sbírce milostných epigramů Cinthia a milostnou poemu Nymphylexis (která se bohužel nedochovala) je jeho nejznámější dílo Historia de duobus amantibus (č. O dvou milencích, 1990), epistolární román, milostný příběh vdané Lukrezie a dvořana Euralia (snad Kašpar Šlik). Po tomto románu následuje lat. komedie Chrysis (1446) a politické traktáty De curialium miseriis (O trápení dvořanů) a De ortu et autocritate Romani imperii (O původu a autoritě Římské říše), v nichž hájil nezávislost světské moci na moci duchovní.
Nejvýznamnější součástí jeho rozsáhlého díla jsou spisy historicko-geografické: Historia Gothorum (Dějiny Gótů, 1453), Historia de Ratisponensi dieta (Dějiny řezenského sněmu, 1454), Tractatus (Traktát, 1453/1455) – pojednání o Konstantinově donaci, De ritu, situ, moribus et conditione Germaniae descriptio (Popis náboženství, zeměpisu, mravů a stavu Německa, 1457), Historia Friderici III imperatoris (Historie císaře Fridricha III., 1452–1458), De Europa (O Evropě, 1458), nedokončená Historia rerum ubique gestarum (Cosmographia) (Kosmografie), De Asia (O Asii, 1463) a především mimořádně cenná relace v deníkovém stylu o pontifikátu Pia II., nazvaná Commentarii rerum memoriabilium quae temborubus suis contigerunt (Zápisky o pamětihodných věcech, jež se udály v jeho době, 1462 - 1463).
Jedním z jeho nejznámějších děl je Historia Bohemica (Historie česká, 1458), první v humanistickém duchu koncipované historické dílo, jež bylo věnováno zaalpské zemi. Jejímu autorovi nebylo české prostředí neznámé. České země navštívil v roce 1451 jako císařský vyslanec a zavítal mimo jiné také do Tábora, jehož nezávislost byla následujícího roku zlikvidována Jiřím z Poděbrad. Piccolominiho Historie česká se v Evropě stala na dlouhou dobu zdrojem poznatků o českých dějinách i o vlastním husitském hnutí, které samozřejmě odsuzuje. Přesto se v Čechách vydávala, například roku 1510 vyšla péčí knihtiskaře a nakladatele Mikuláše Konáče z Hodiškova, vyzdobena dřevořezy portrétů českých panovníků. Čeští čtenáři se na jejích stránkách mohli naopak seznámit s myšlenkami italského humanismu.

## Dílo

### Literární dílo
- Cinthia - sbírka latinské milostné poezie, inspirovaná láskou k Angele Alcherisiové
- Popis města Basileje (Descriptio urbis Basilee, 1434)
- Knížka dialogů o autoritě a skutcích generálního koncilu (Libellus dialogorum de Generalis Concilii authoritate, 1440) - V roce 1450, aby mohl stoupat po církevní hierarchii, tuto knihu radikálně přepíše (pod titulem De rebus Basilee gestis)
- Pentalog (Pentalogus, 1444) - dialog pěti postav o politickém a církevním uspořádání v Německu
- O studiu a písemnictví (De studiis et litteris) – výchovná příručka pro Zikmunda, vévodu štýrského
- Chrysis (1445) - ač velmi primitivní a metricky nedokonalá komedie, je prvním dochovaným pokusem (přinejmenším v Itálii, ale zřejmě v Evropě vůbec) vzkřísit římskou komedii podle Plautova a Terentiova vzoru
- O dvou milencích (Historia de duobus amantibus, 1445)
- O trápení dvořanů (De curialium miseriis, 1444)
- O původu a autoritě římské říše (De ortu et auctoritate Romani imperii, 1446)
- Pojednání o vychování dítek (De institutione liberorum, 1450) – napsáno pro mladého krále Ladislava Pohrobka
- O Německu (De Germania, 1458)
- Dějiny panování císaře Fridricha III. (Historia Friderici III imperatoris, známá také jako Historia Australis, 1458)
- O Evropě (De Europa, 1458).
- Historie česká (Historia Bohemica, 1458) – napsaná v lázních ve Viterbu
- O Asii (De Asia, 1462 – společně s De Europa vytvoří svazek Cosmographia, jinak též Historia rerum ubique gestarum)
- Dopis Enea Silvia, papeže Pia II., slavnému Mehmedovi, knížeti tureckému (Aeneae Sylvii Piii Pontificis Epistola illustri Mahometi Principi Turcorum, cca 1462)
- O pamětihodných událostech mého života (Commentarii rerum memorabilium que temporibus suis contigerunt), v níž popisuje zejména období svého pontifikátu (idealizovaná autobiografie) – napsáno v er-formě, svým pojetím inspirace v „Commentarii“ (Zápiscích) o válce galské i občanské od Gaia Iulia Caesara

#### České překlady
- List poselací k tureckému císaři, překlad Šimon Lomnický z Lomče 1604
- Pojednání o vychování dítek, Praha 1906
- O dvou milencích, nakl. Odeon, Praha 1990
- Historia Bohemica, bylo přeloženo hned dvakrát:
  - Pius II. Kronyky Dwě, O založenij Země Cžeské, a prwnijch Obywatelijch gegich, též o Knijžatech a Králijch Cžeských, y gegich činech. Gedna Eneasse Sylwia Senenského, w Latinském yazyku od něho sepsaná, a před lety LXXV. w Cžeský yazyk přeložená, a w Praze wytisstěná. Druhá Martina Kuthena z Ssprynsperku, též w praze wydaná před Lety XLVI Nynij pak obědwě k dobrému a vžitečnému wssech Cžechůw znowu sprawené, obnowené, a w gednu Knihu vwedené. Praha: Daniel Adam z Veleslavína, 1585. Dostupné online. S. [72], 360, [40].[nedostupný zdroj]

- - Pius II. Historie česká. Litvínov: nakl. Dialog, 2010.

- Pius II. Komentáře papeže Pia II. ve třinácti knihách. České Budějovice: nakl. Bohumír Němec - Veduta, 2020.

### Papežské buly
- Vocavit nos pius – bula ze 13. října 1458 svolávající koncil v Mantově
- Veram semper et solidam – bula z roku 1458 ustanovující Řád Panny Marie Betlémské
- Ecclesiam Christi – bula ze 14. ledna 1460 svolávající do 3 let křížovou výpravu proti Turkům
- Execrabilis – bula ze 14. ledna 1460 zakazující odvolání proti papeži k budoucímu koncilu
- Cum almam nostram urbem – bula z 28. dubna 1462 zakazující ničení a odvoz antických památek v celém Římě
- Ezechielis prophetae – bula z 22. října 1463 svolávající do Ancony křížovou výpravu proti Turkům

## Pius II. a politika sebeprezentace

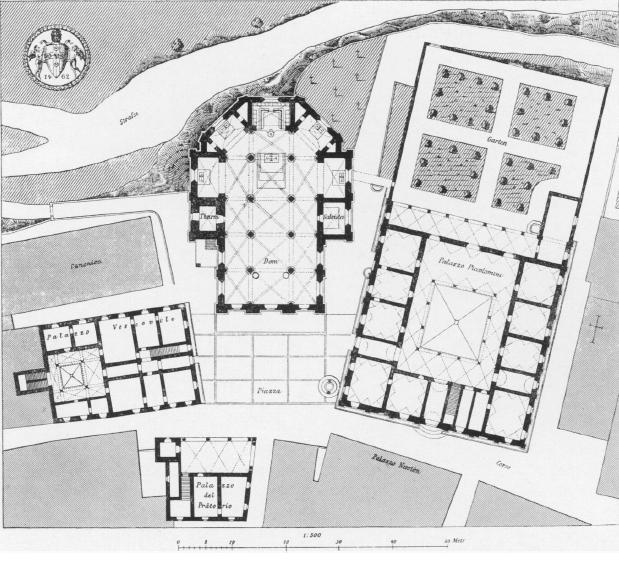
Plán náměstí v Pienze

Nejlépe se renesanční myšlení Pia II. zobrazuje na sebeprezentaci a vytváření svého vlastního odkazu. Tato politika se zrcadlí především ve třech momentech papežova života: jednak již zmíněných triumfálních cestách (r. 1460 a 1463 do Říma a r. 1464 do Ancony), dále ve svých (oslavných) pamětech (Commentarii), ale také v zájmu, který věnoval svému rodišti. Na místě malé obce Corsignano se rozhodl postavit město nové, které by se stalo vzorem pro ostatní města. Realizací tohoto ideálního města byl pověřen florentský architekt Bernardo Rossellino (1409–1464). A tak vzniklo jedno z nejmalebnějších italských náměstí rané renesance, kde nechybí palác Piccolominiů, biskupský palác, radnice, ani katedrála. Nové město dostalo jméno, věrno antické (Alexandrie) i papežské (Alessandria) tradici , po svém zakladateli Piovi II. – Pienza.

### Rocca Pia (Tivoli)
Aby si zajistil věrnost této nezávislé komuny (Tivoli) v papežském státě, investoval papež Pius II. do obranného systému města. Jeho symbolem se stala pevnost, nazvaná po svém zakladateli (Rocca Pia). Opět je zde přítomna středověká (renesanční) hra se slovy. Italský význam jména je dvojí – „Rocca Pia“ znamená „Zbožná pevnost“, odkazuje však i na jméno zakladatele (Pio II.)

## Pius II. v umění

#### Výtvarné umění
Sochařství
- Náhrobek Pia II. s reliéfy, v kostele Sant'Andrea della Valle, anonym zvaný Mistr Pia II., 1468; přenesen ze Svatopetrské baziliky
- Michelangelo Buonarroti: Socha svatého Pia v nice, katedrála v Sieně (kryptoportrét Pia II.), mramor, 1501
- Giuseppe Mazzuoli: Pomník se sochou v katedrále v Sieně, 1692-1695
- Giovanni Dupré, mramorová socha v kostele San Agostino, Siena, 1844-50

Malířství
- Nejrozsáhlejší cyklus maleb ze života Enea Silvia Piccolominiho, namaloval umbrijský malíř Bernardino di Betto, zvaný Pinturicchio (1454–1513) na stěnách Piccolominiho knihovny v severní přístavbě katedrály v Sieně, kterou dal upravit na knihovnu Eneášův synovec, sienský biskup Francesco Piccolomini, pozdější papež Pius III.

#### Film
- Konkláve, kanadsko-německý film z roku 2006, režie: Christoph Schrewe, Pius II.: Brian Blessed.[3]
- Králův kalich, inscenace Československé televize z roku 1974, režie Jan Matějovský, v roli Pia II.: Jiří Pleskot.

### Pius II. ve filmu
| Brian Blessed | Konkláve, film z roku 2006, režie Christoph Schrewe                  |
| Jiří Pleskot  | Králův kalich, televizní inscenace z roku 1974, režie Jan Matějovský |

## Galerie

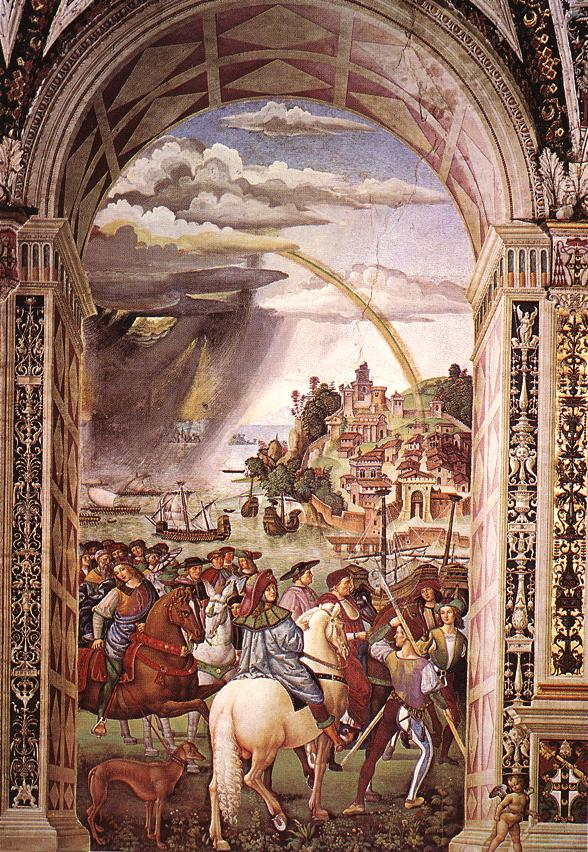
Diplomat Piccolomini odjíždí na koncil v Basileji
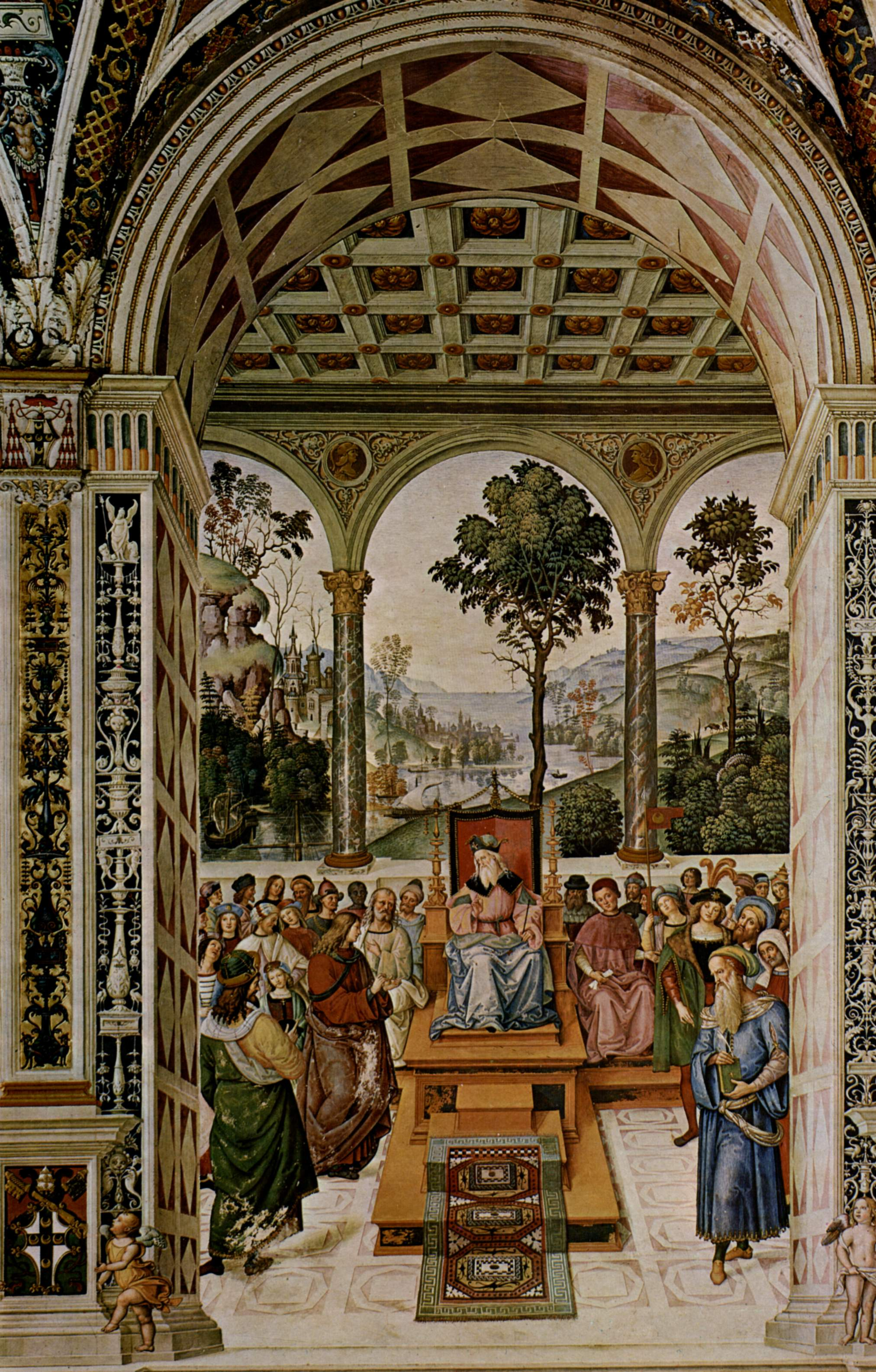
Piccolomini jako vyslanec u dvora skotského krále
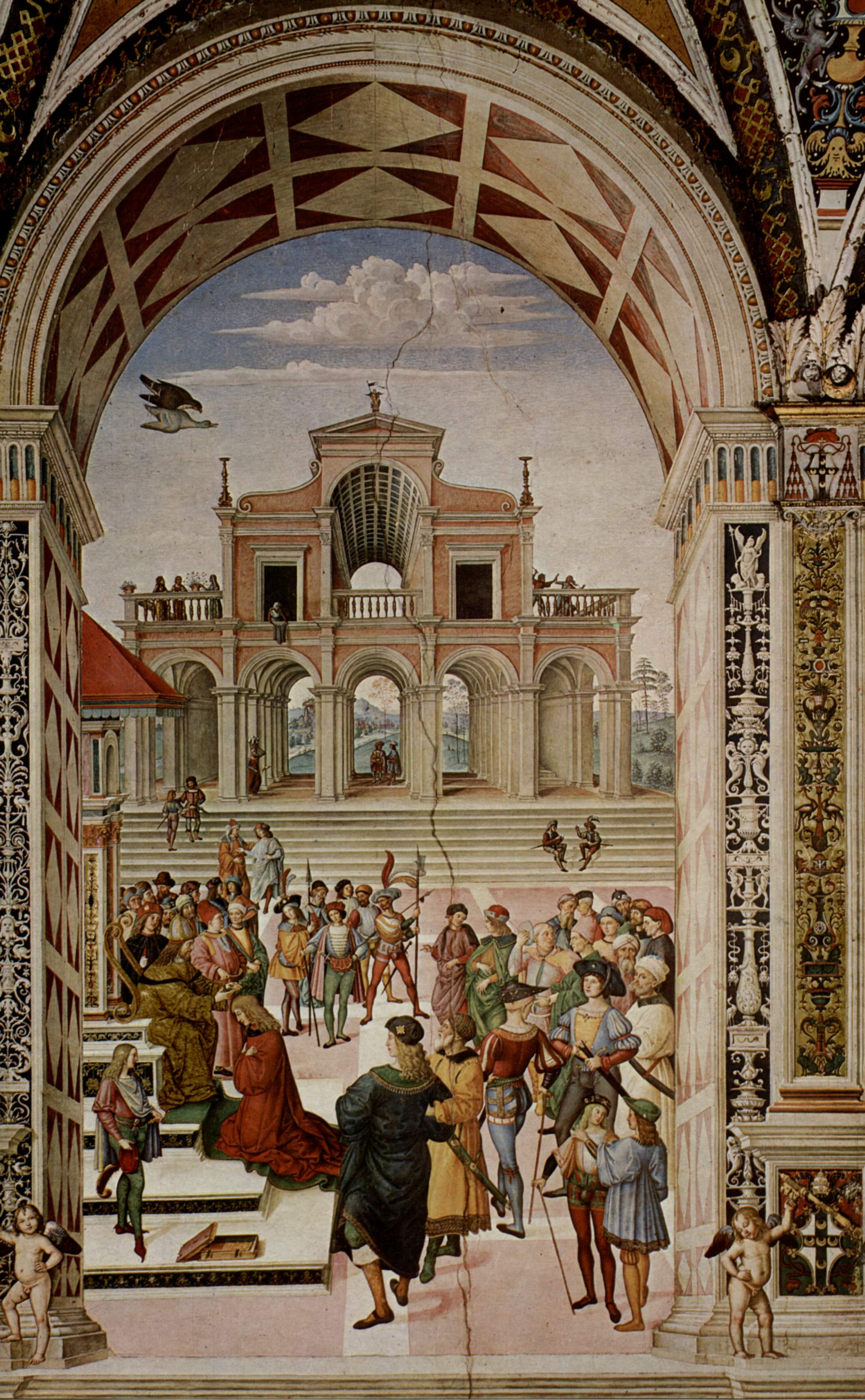
Korunovace Enea Silvia na básníka
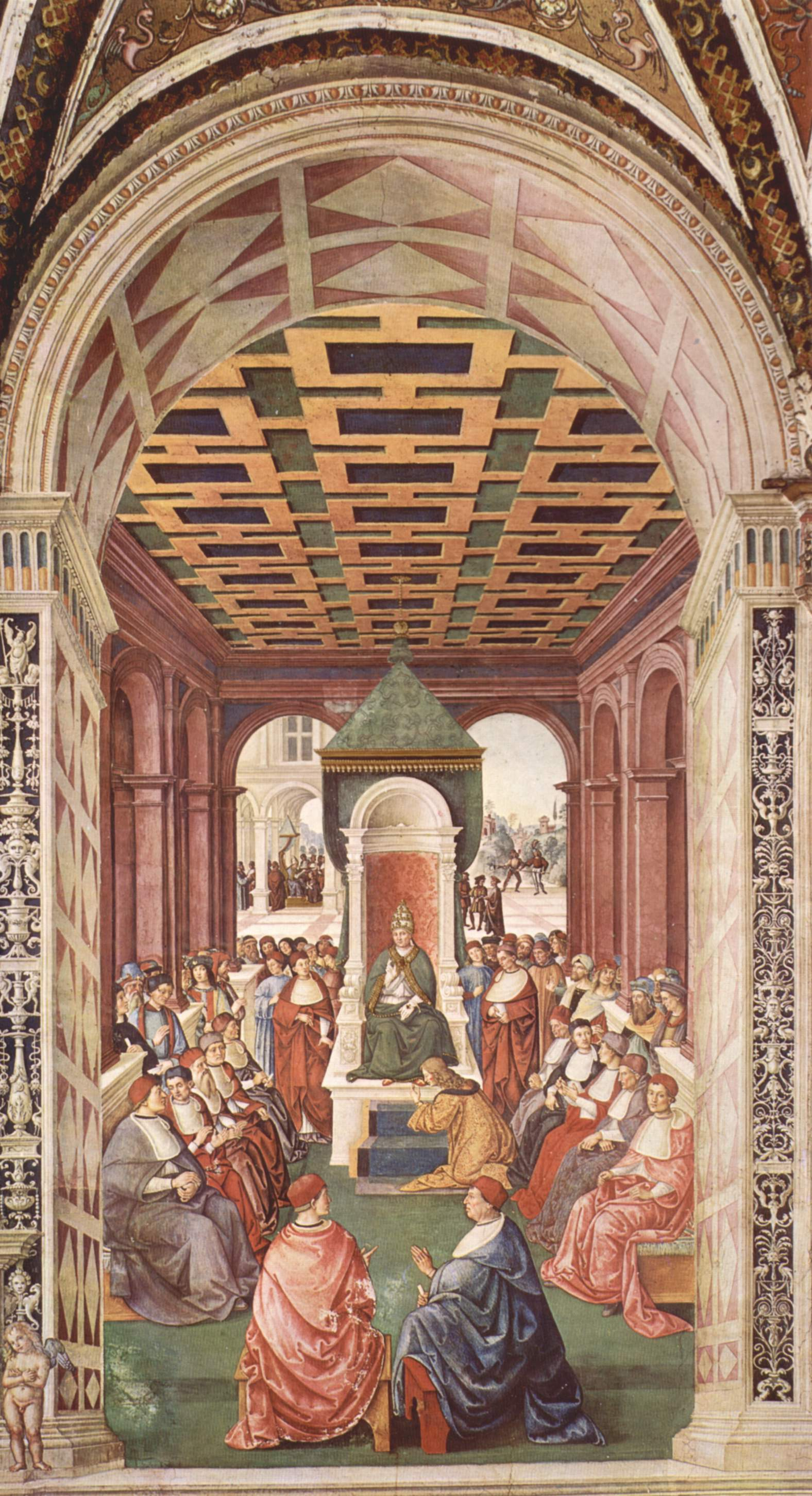
Piccolomini skládá slib věrnosti papeži Evženu IV.
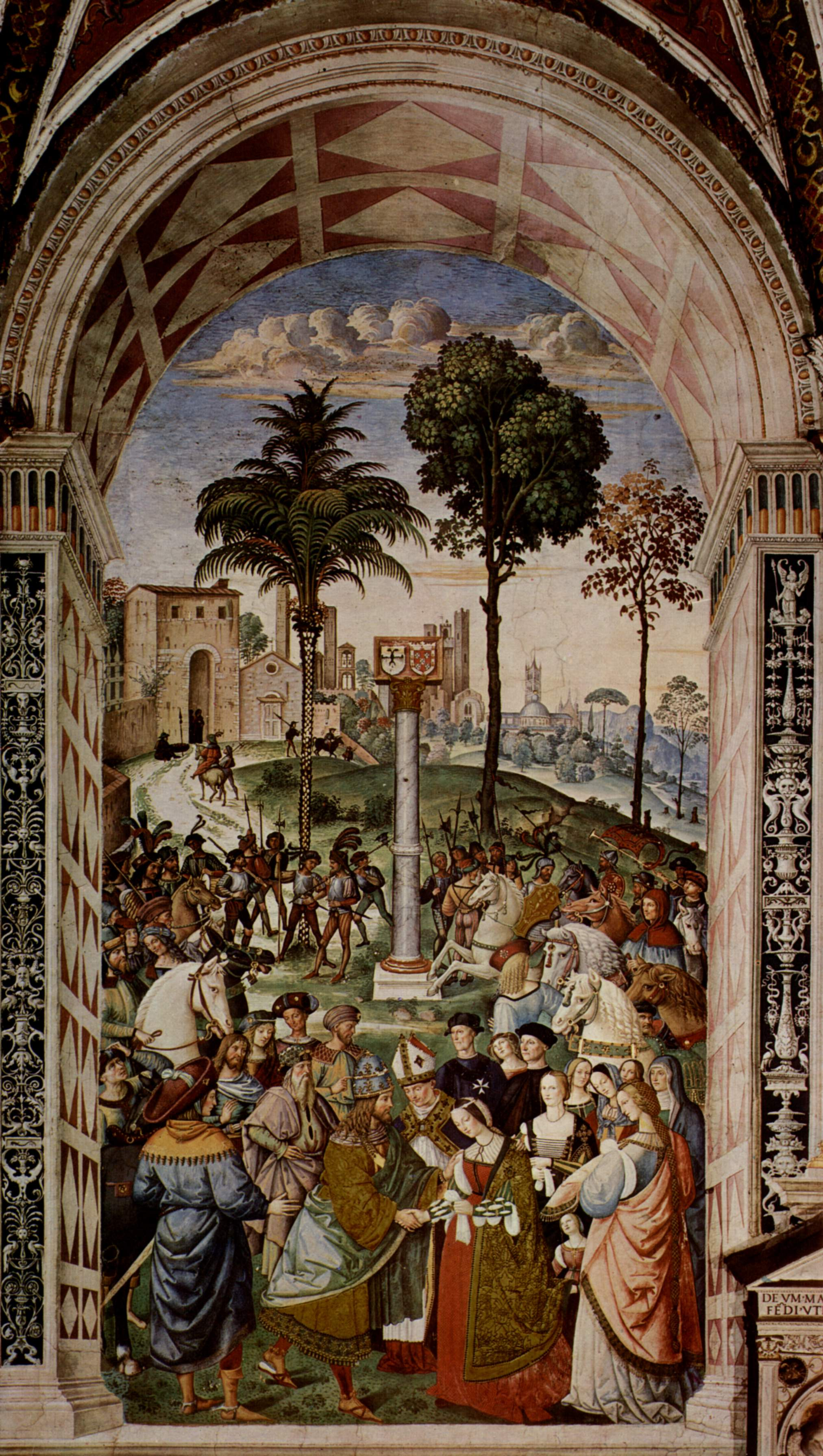
Sienský biskup Enea Silvio představuje Eleonoru Arragonskou Fridrichu III.
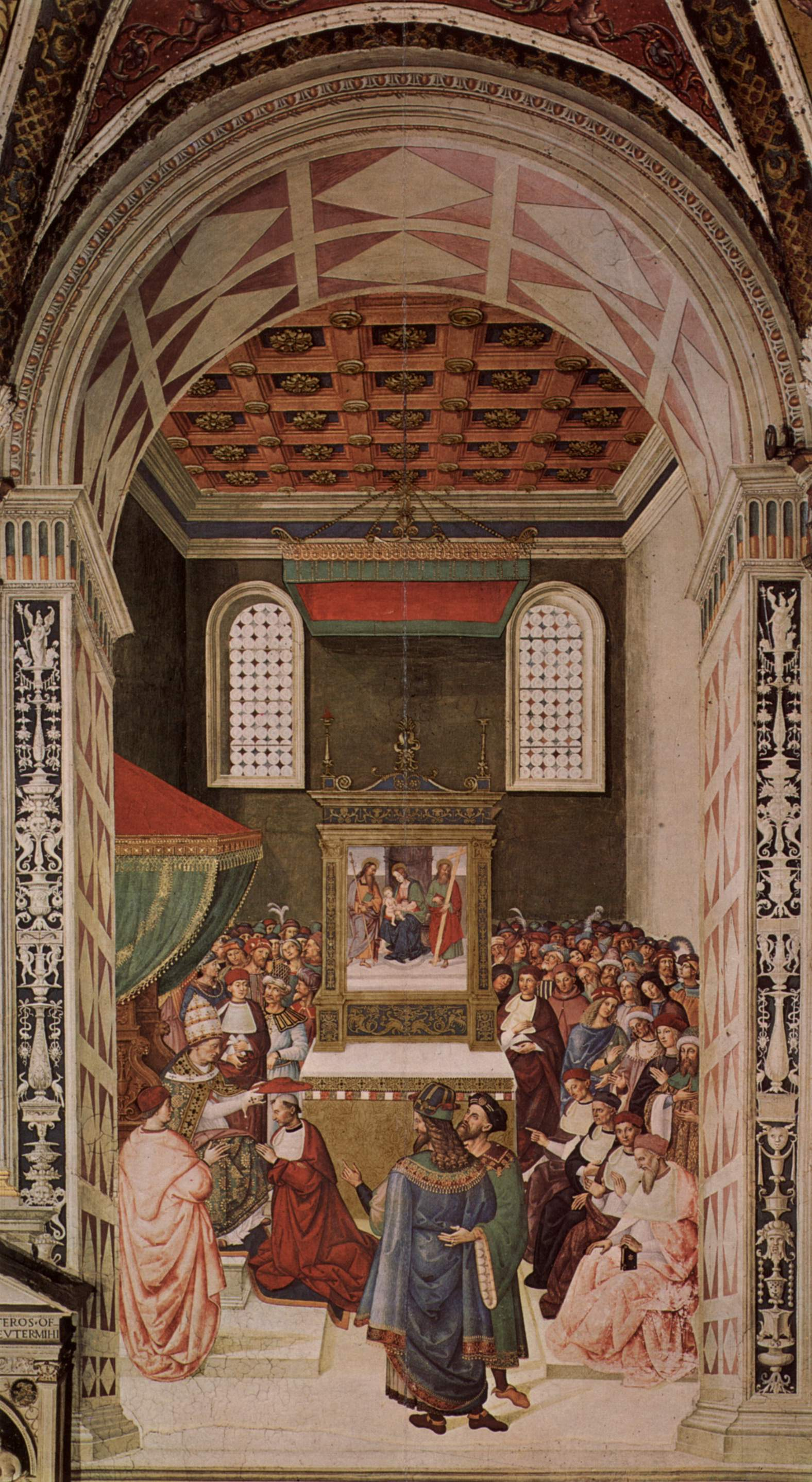
Piccolomini získává kardinálský klobouk
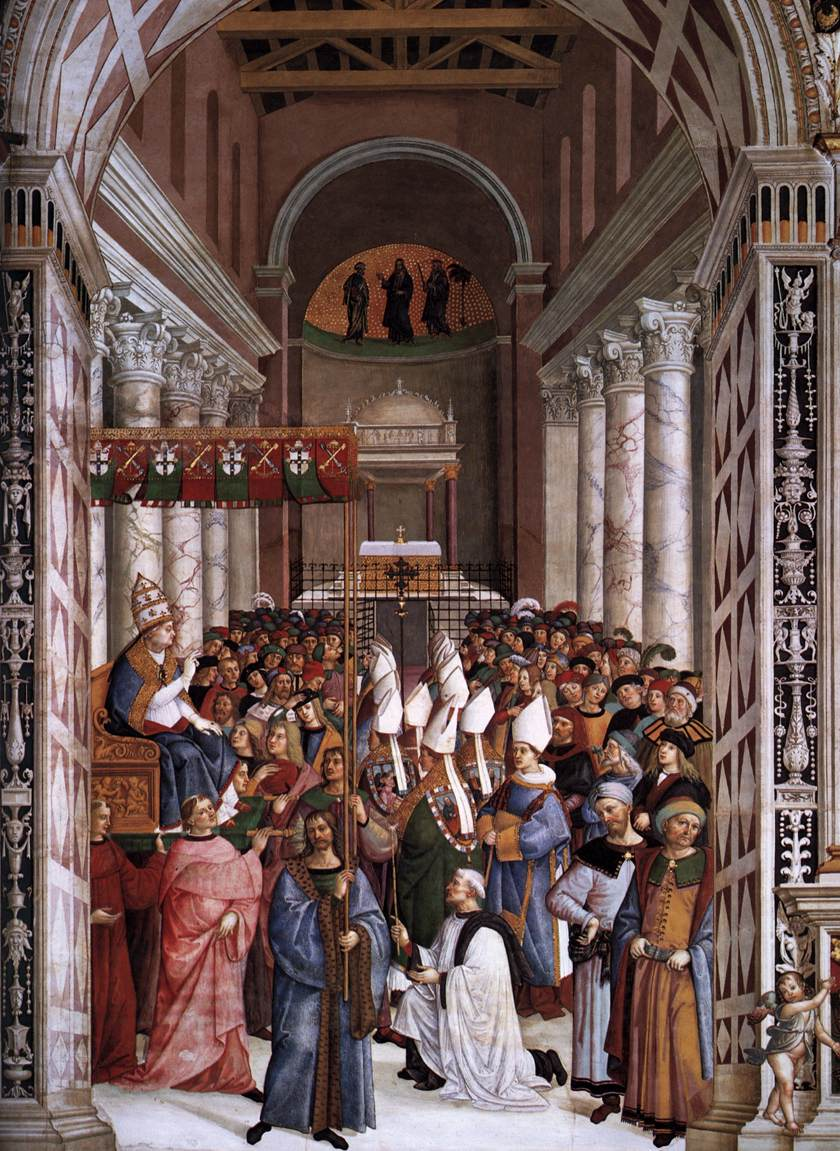
Pius II. je korunován na papeže
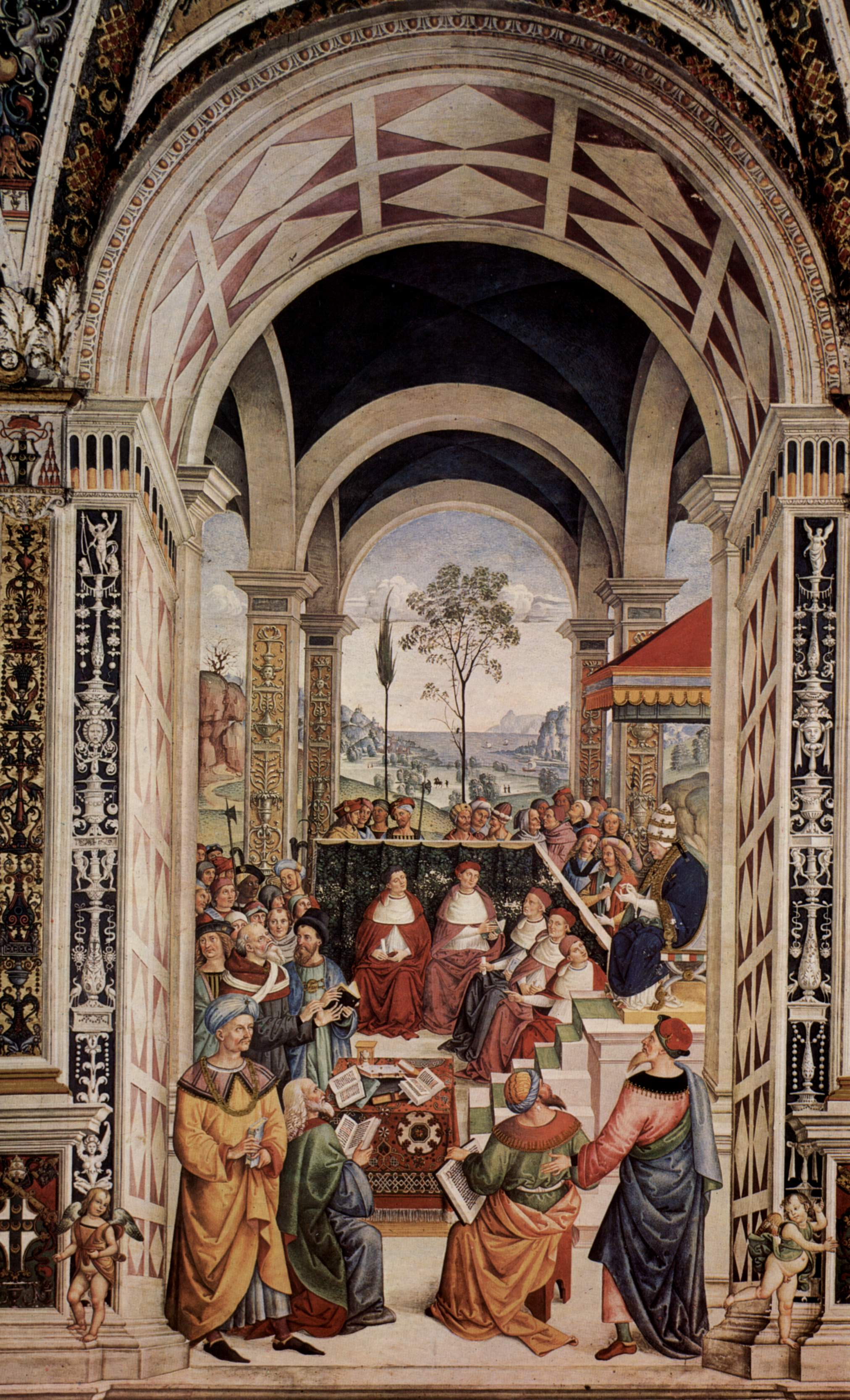
Pius II. svolává koncil do Mantovy
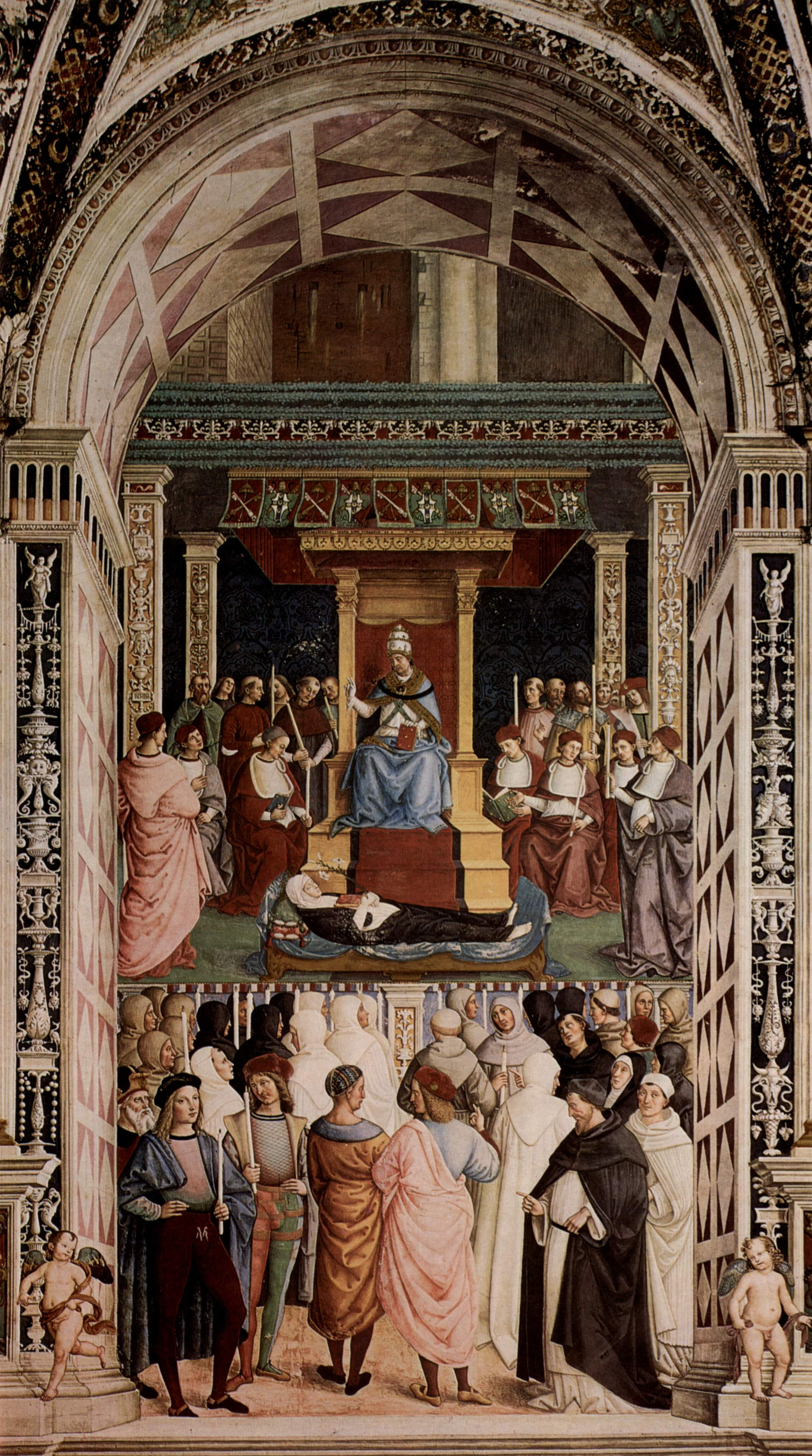
Pius II. svatořečí Kateřinu Sienskou
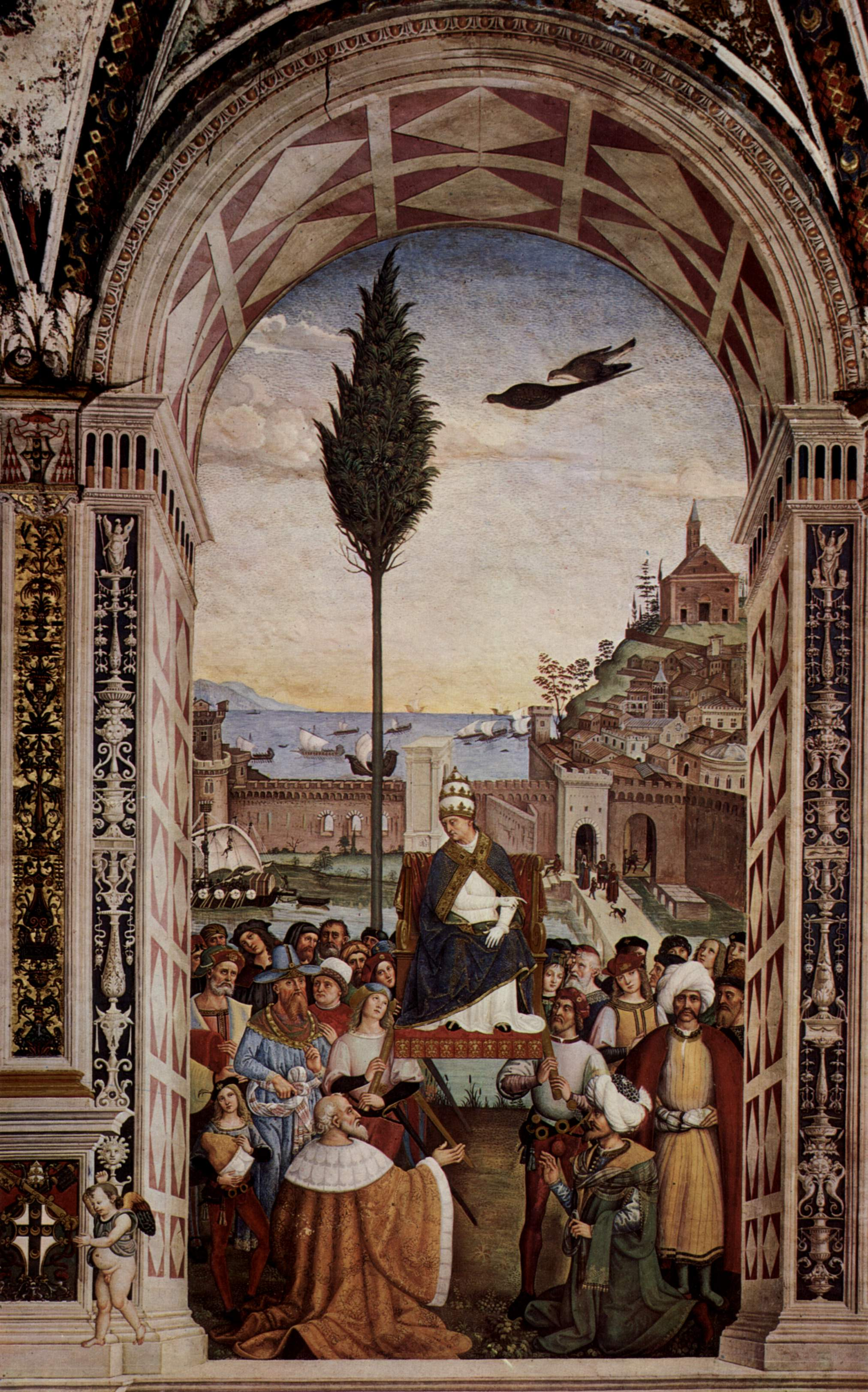
Pius II. přijíždí do Ancony, aby svolal křížovou výpravu